# Derby-Miller
Der Derby-Miller war ein Renn- und Rekordwagen. Beteiligt waren die französische Marke Derby und die Harry A. Miller Manufacturing Company aus den Vereinigten Staaten.

## Beschreibung
Ursprünglich war das Fahrzeug ein Miller 91. Douglas Hawkes, der Inhaber von Derby, kaufte es 1930 in den USA. Hawkes und der Konstrukteur Fred Cann modifizierten das Fahrzeug erheblich.
Der Achtzylinder-Reihenmotor hatte anfangs 56,6 mm Bohrung, 76,8 mm Hub und 1490 cm³ Hubraum. Nach einem Defekt wurde er umgebaut. 59 mm Bohrung, 76,5 mm Hub ergaben 1673 cm³ Hubraum. Ein Kompressor erhöhte die Motorleistung auf 200 PS beim größeren Hubraum.
Typisch für Miller war der Frontantrieb. Das Getriebe hatte drei Gänge. Das Fahrgestell wurde ebenfalls überarbeitet. 1932 waren die einzigen Teile, die noch von Miller stammten, der Wasserkühler und der Vergaser. Die Karosserie war als Monoposto ausgeführt.
Später wurde das Fahrzeug Derby Special genannt. Im April 1936 wurde das Fahrzeug zusammen mit vielen Teilen für 1200 Pfund Sterling angeboten.
Das Fahrzeug existiert noch. Nachfolger wurde der Derby-Maserati.

## Renneinsätze
Überwiegend fuhr Gwenda Stewart, die spätere Ehefrau von Douglas Hawkes, den Wagen. Mit dem kleineren Hubraum sind 225 km/h Höchstgeschwindigkeit bekannt.
1930 erreichte Stewart den Weltrekord über 10 Meilen mit 137,2 mph (rund 220 km/h) und im Folgejahr mit 140,47 mph (rund 224 km/h). Bei zwei Versuchen, den Rekord über eine Stunde zu erzielen, traten technische Probleme auf. Der Rekord über 100 Kilometer wurde mit 128,16 mph (etwa 206 km/h) errungen.
1935 starteten Stewart und George Duller beim BRDC 500 Mile Race.